# Schibsted
Schibsted és un grup de comunicació d'origen noruec dedicat al negoci dels anuncis classificats arreu del món, que va ser fundat el 1839. Cotitza a la Borsa d'Oslo i té presència a Noruega, Suècia, Dinamarca, Suïssa, Estònia, Finlàndia, França i Espanya. És propietari de diaris de pagament i gratuïts, (com ara les capçaleres noruegues VG i Aftenposten, els dos diaris més importants de Noruega), i de televisions, ràdios i altres mitjans.
Schibsted va ser, fins al 2005, el propietari del 100% del capital de 20 minutos. El 29 d'abril del 2005, però, el 20% de l'empresa va ser adquirit pel Grup Zeta (editor d'El Periódico de Catalunya, Interviú, Tiempo i d'altres publicacions).
Schibsted està representat a Espanya pel grup Anuntis-Segundamano i Schibsted Ibérica. Avui dia és, a més, l'accionista majoritari de la borsa de treball InfoJobs.net i del portal immobiliari Fotocasa.es.